# Hallembaye (plaats)
Hallembaye (Nederlands: Hallebeek) is een gehucht van Haccourt, een deelgemeente van Oupeye in de Belgische provincie Luik.
Het gehucht bevindt zich in het noordoosten van de gemeente Oupeye nabij de gemeentegrens met Wezet. De bebouwing van Hallembaye sluit in het zuidoosten aan op de dorpskom van Haccourt.

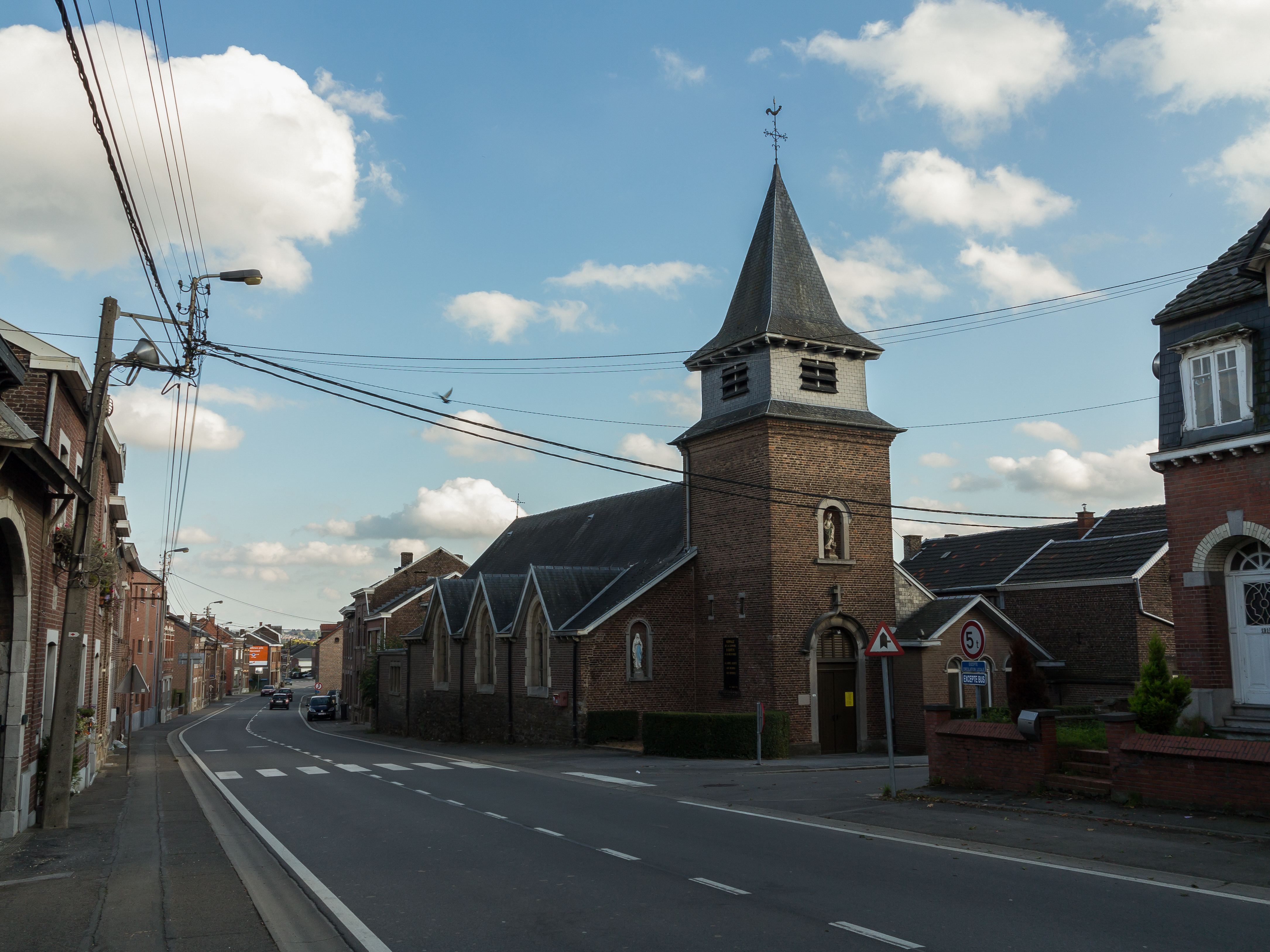
Chapelle Saint-Nicolas d'Hallembaye

Centraal in het gehucht ligt de Chapelle Saint-Nicolas d'Hallembaye, een kapel die soms ook aangeduid wordt als kerk.
Hallembaye is gelegen in het dal van de Maas. De kern van het gehucht bevindt zich zo'n kilometer ten westen van het Albertkanaal en 2 kilometer ten westen van de Maas.
Net ten noorden van Hallembaye liggen de meest zuidelijke hellingen van de Sint-Pietersberg, met het natuurgebied Hauts de Froidmont en de Côte de Hallembaye. Ten noordwesten van de plaats liggen de kalksteengroeves Groeve Kreco (CPL) en Groeve CBR waar kalksteen gewonnen wordt voor onder andere de cementindustrie.

## Nabijgelegen kernen
Haccourt, Houtain-Saint-Siméon, Lieze (Lixhe)
Deelgemeenten: Haccourt · Hermalle-sous-Argenteau · Hermée · Heure-le-Romain · Houtain-Saint-Siméon · Oupeye · Vivegnis

Overige kern: Hallembaye

Belgische gemeenten · arrondissement Luik · provincie Luik · Wallonië